# Api (berg)
 
Api är det högsta berget i Yoka Pahar-delen av det område av Himalaya som kallas Gurans Himal och är 7 132 högt. Berget ligger i nordvästra hörnet av Nepal, nära gränsen till Tibet, i ett område av Himalaya som sällan besöks.

## Beskrivning
Fastän Api är låg i jämförelse med 8000-metersbergen i området reser den sig på ett exceptionellt sätt över omgivningen, där de omgivande dalgångarna är markant lägre än i närheten av de högre Himalaya-topparna. Södra sidan av Apis topp reser sig 3 300 meter ovanför bergets fot.
Närmaste högre topp är Gurla Mandhata på 59 kilometers avstånd i nordväst. Api ligger i Yoka Pahar-delen av Gurans Himal-området, på den västra sidan av Seti-floden där det är högst med sina 7 132 meter tillsammans med Jethibahurani (6 850 meter), Bobaye (6 808 meter) och Nampa (6 755 meter).
Api med omgivning är avrinningsområde till Ganges och därigenom till Bengaliska viken.

## Klättringshistorik
Trakterna runt Api besöktes av västerländska klättrare 1899, 1905 och 1936, men något toppförsök gjorde inte förrän 1953. Det var den skotske bergsklättraren William Hutchinson Murray tillsammans med John Tyson. Toppförsöket fick avbrytas liksom försket 1954 av en italiensk expedition. Vid detta försök omkom två av klättrarna.
 
Den första lyckade toppbestigningen genomfördes 1960 av den japanska Doshisha-expeditionen, bestående av ledaren Yasusuke Tsuda och medlemmarna Katsutoshi Hirabayashi, Yasushi Egami, Motoh Terasaka och Takeshi Uenishi samt sherpas Sirdar Gyaltsen Norbu, Lhakpa Gyelbu, Ila Tenzing, Dawa Tenzing II och Temba Tenzing. Expeditionen besteg berget via nordväst-rutten, precis som den italienska expeditionen 1954.. Klättrarna som nådde toppen var Katsutoshi Hirabayashi och Gyaltsen Norbu, vilket de gjorde den 10 maj 1960. Dagen efter nådde även ledaren för expeditionen, Yasusuke Tsuda, och Motoh Terasaka toppen.
1980 gjorde en brittisk expedition ett försök att bestiga berget från den södra sidan. Expeditionen fick ge upp bara några hundra meter från toppen.
Den 24 december 1983 genomförde de polska klättrarna Tadeusz Piotrowski  och Andrzej Bieluń den första vinterbestigningen.
American Alpine Journal har 17 toppbestigningar noterade fram till 2001.